# Gadendorp

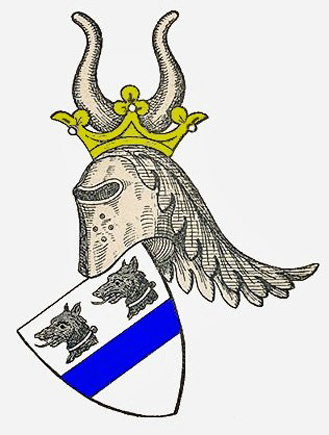
Das Wappen derer von Gadendorp

Gadendorp (ursprünglich: Godendorp, später auch Gadendorf) war der Name eines alten holsteinischen Adelsgeschlechts, das in der Umgebung von Lütjenburg ansässig war.

## Geschichte
Die Gadendorps waren ein holsteinisches ritterliches Adelsgeschlecht und traten mehrfach in Urkunden der Schauenburgischen Landesherren auf. Die erste urkundliche Erwähnung war im Jahre 1242, bei der ein Radolfus und ein Timmo de Godendorpe erwähnt wurden. Ihren Namen hatten sie von dem Dorf Gadendorf im später errichteten Gut Panker bei Lütjenburg angenommen. 1592 gab es drei erwachsene männliche Familienmitglieder. Die Adelsfamilie soll nach dem Dänischen Adelslexikon im Jahr 1646 mit Anna von Gadendorp, Konventualin im Kloster Preetz, ausgestorben sein.

## Wappen
Das Wappen zeigt in Siebmachers Wappenbüchern in Silber einen schwarzen Balken, darüber einen oder nebeneinander zwei Katzenköpfe. Auf dem Helm mit schwarz-silbernen Helmdecken drei Straußenfedern (1701) oder zwei von Silber und Schwarz übereck geteilte Büffelhörner (1874).

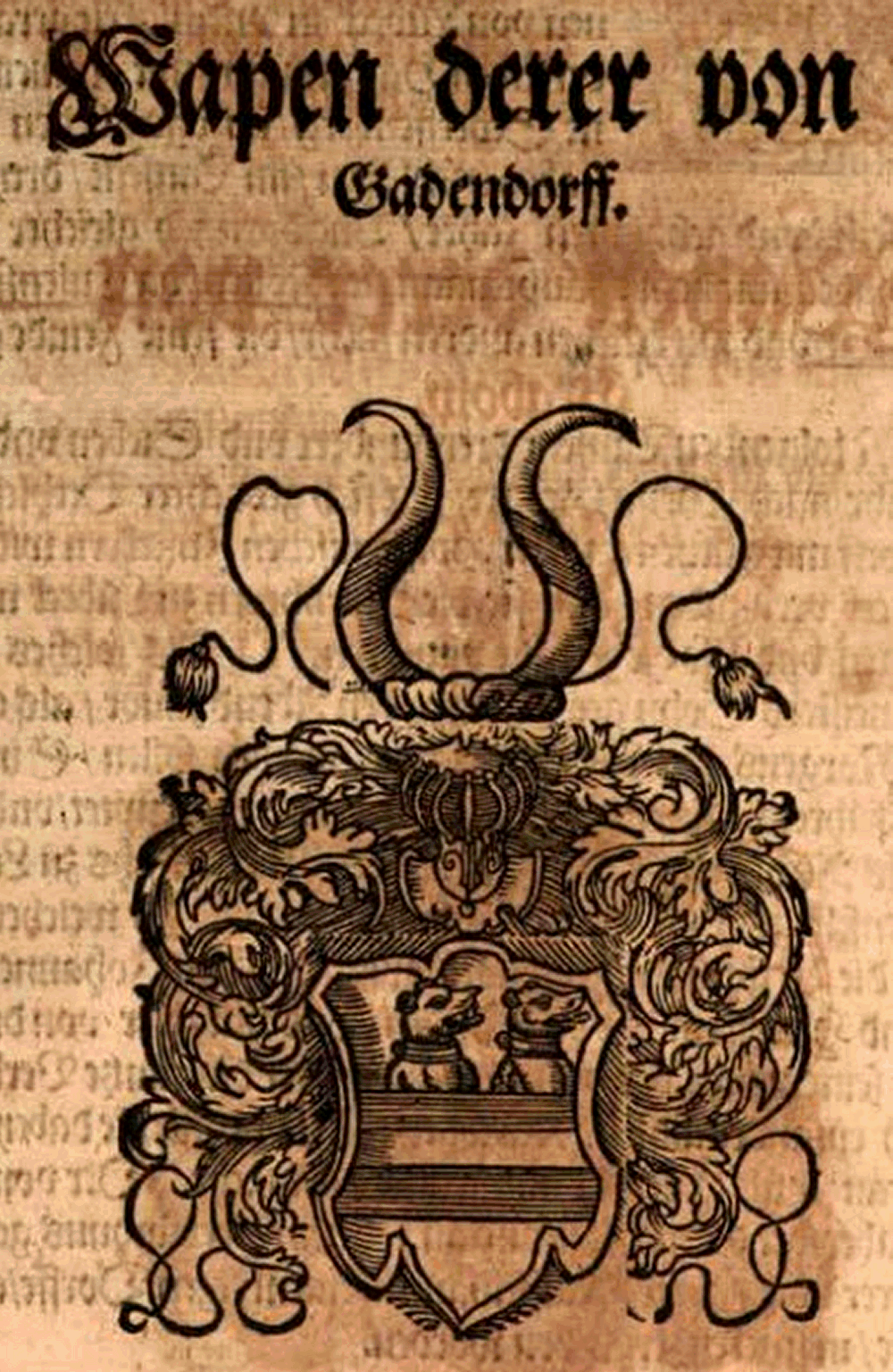
Wappen in „Holsteinische Chronica“ von Andreas Engel 1597
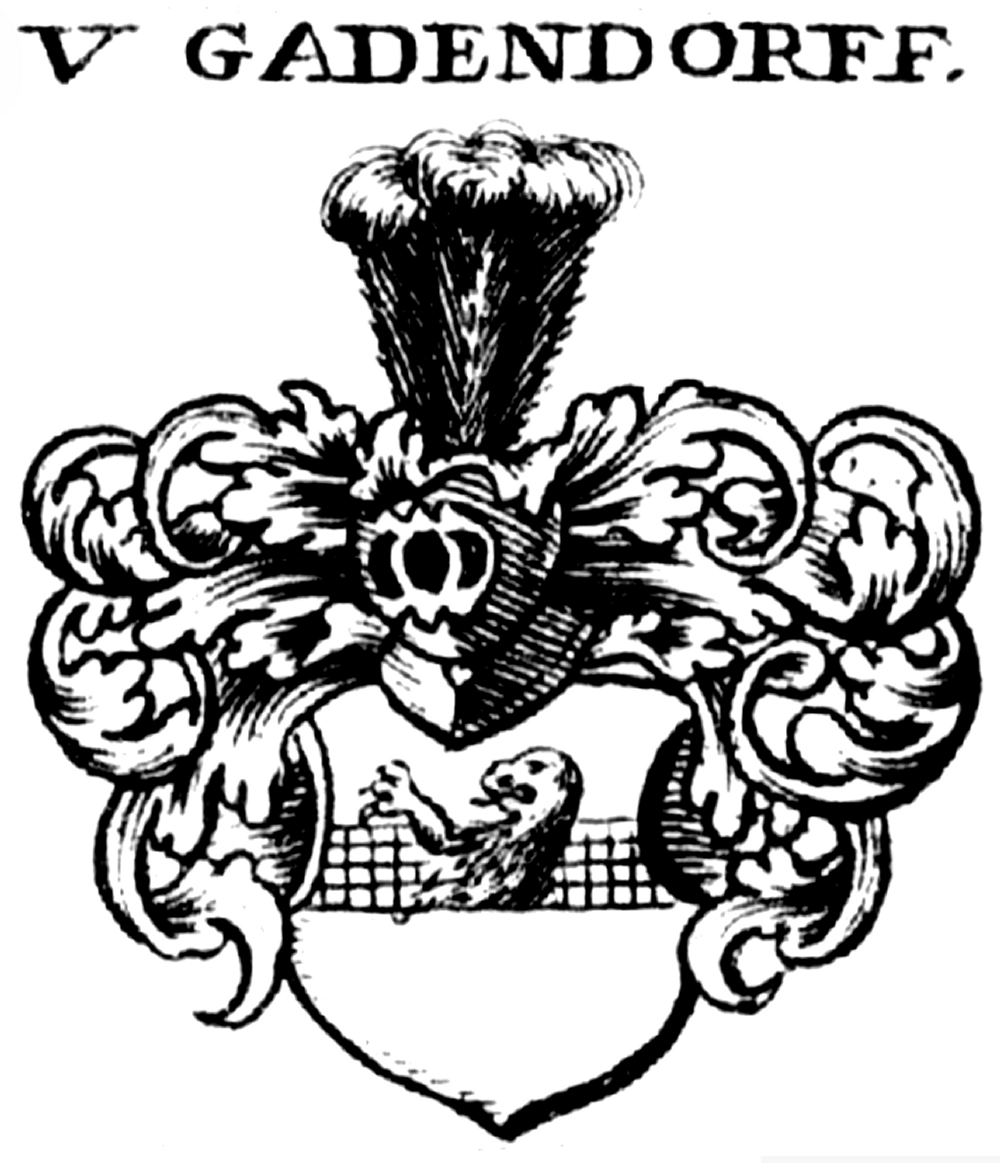
Wappen in Siebmachers Wappenbuch 1701
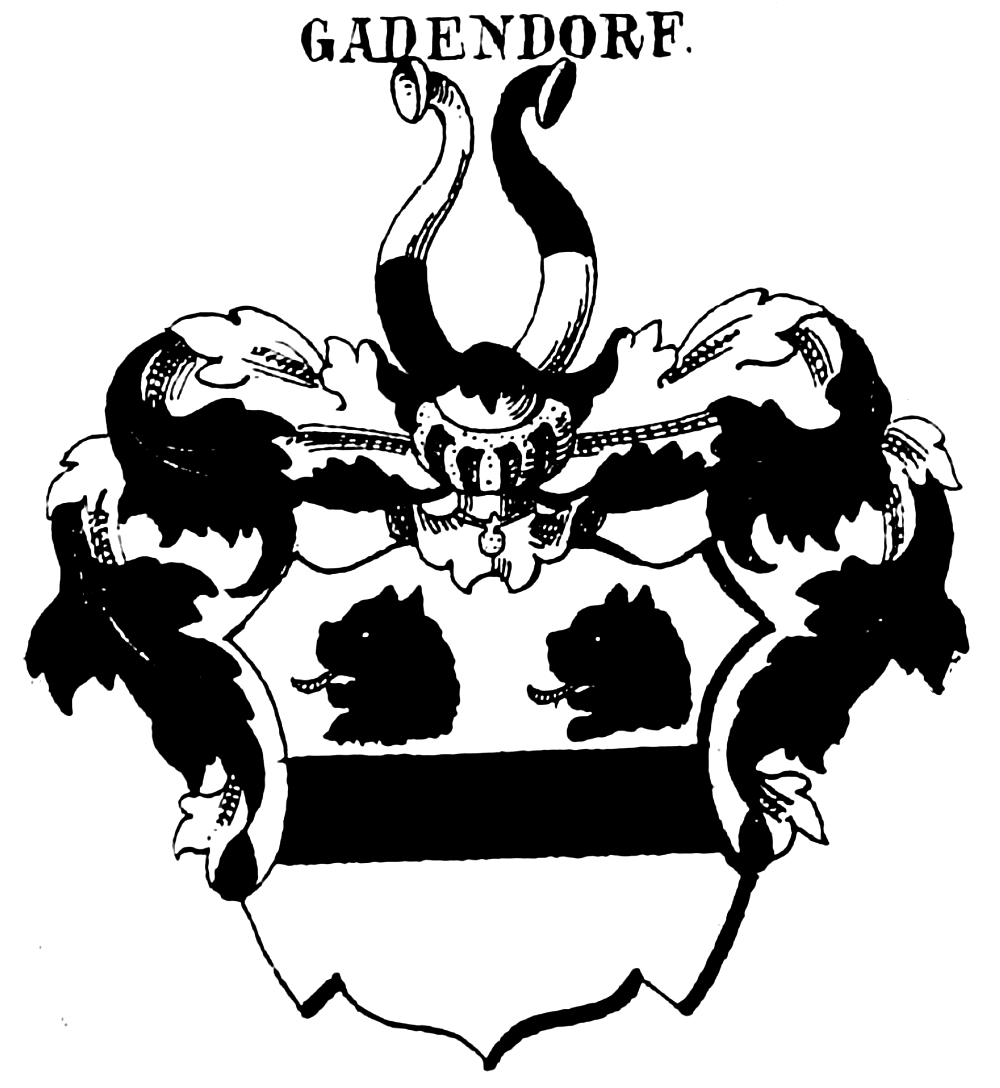
Wappen in Siebmachers Wappenbuch 1874

## Mitglieder
- Thimmoio (Timmo) de Godendorpe, urkundlich belegte Lebensdaten 1242 und 1253, Ritter
- Radolf de Godendorpe, urkundlich belegte Lebensdaten 1242 und 1253
- Doso de Godendorpe, urkundlich belegte Lebensdaten 1253
- Johannes de Godendorpe, urkundlich belegte Lebensdaten 1291, Ritter
- Marquard de Godendorpe, urkundlich belegte Lebensdaten 1306
- Johannes de Godendorp, urkundlich belegte Lebensdaten 1327
- Doso de Godendorpe, † 1386, verkauft Krummbek 1368
- Detlev de Godendorpe, urkundlich belegte Lebensdaten 1368 und 1386
- Göttrich van Godendorp, urkundlich belegte Lebensdaten 1386 und 1397
- Johan van Godendorpe, urkundlich belegte Lebensdaten 1543, Ritter auf Kleinharrie und Schönhorst
- Otto van Godendorp, † ca. 1500
- Gottzick van Godendorp, † vor 1531
- Otto van Godendorp, urkundlich belegte Lebensdaten † vor 1557
- Clemens von Gadendorp, † nach 1535
- Christoph von Gadendorp, † 1613, auf Schönhorst und Lehnsmann auf Tåsinge
- Clemens von Gadendorp (1560–1606), königlicher Geheimer Rat, Landrat und Amtmann von Aabenraa
- Clemens von Gadendorp, † 1606, herzoglicher Landrat und Amtmann von Apenrade (Dänisch: Aabenraa)
- Anna von Gadendorp, † 1646, Conventualin